# Tenothrips frici
Tenothrips frici är en insektsart som först beskrevs av Jindřich Uzel 1895.  Tenothrips frici ingår i släktet Tenothrips och familjen smaltripsar. Inga underarter finns listade i Catalogue of Life.